# گمینا ستراخووکا
گمینا ستراخووکا (به لهستانی:  Gmina Strachówka) یک گمینا در لهستان است که در شهرستان وووومین واقع شده‌است. گمینا ستراخووکا ۱۰۷٫۷ کیلومتر مربع مساحت و ۲٬۸۱۶ نفر جمعیت دارد.